# Jess Langston Turner
Jess Langston Turner (Greenville, South Carolina, 1983) is een Amerikaans componist en trompettist.

## Levensloop
Turner studeerde muziektheorie, compositie en trompet aan de Bob Jones Universiteit in zijn geboortestad, waar hij zijn Bachelor of Music en zijn Master of Music als uitvoerend trompettist behaalde. Zijn compositiedocenten aldaar waren Dwight Gustafson, Joan Pinkston en Dan Forrest. Verder studeerde hij compositie aan de Hartt School in Hartford en behaalde daarin opnieuw een Master of Music. Tot zijn compositiedocenten in Hartford behoorden Robert Carl, Kenneth Steen en Stephen Gryc. Daarnaast was hij student in masterclasses bij bekende Amerikaanse componisten zoals Nancy Galbraith, Monica Lynn, Jennifer Higdon, Michael Colgrass en William Bolcom. Tegenwoordig studeert hij aan de Indiana University in Bloomington om zijn Doctor of Musical Arts te bereiken.
Al in zijn High School jaren was hij zeer geïnteresseerd in compositie. Zo werkte hij al vroeg in compositieprojecten mee. Met deze projecten won hij al prijzen in de Verenigde Staten, bijvoorbeeld de "MTNA (Music Teachers National Association) Young Artist Composition Award" in 2005 voor zijn Sonata voor trompet en piano, de "John Ness Beck Award" in 2008 voor een koorcompositie. Bijzonder trots is hij op het winnen van de Walter Beeler Memorial Composition Prize in 2010 met zijn compositie Rumpelstilzchen, een muzikaal sprookje voor harmonieorkest.

## Composities

### Werken voor orkest
- Fantasia on "Jefferson", voor strijkorkest en slagwerk
- Memorial to Silent Voices, voor vijfstemmig gemengd koor en orkest
  1. Lacrimosa (attaca)
  2. Kyrie
  3. Lullaby "All Through the Night."
  4. Lux Aeterna

### Werken voor harmonieorkest
- 2007 The King of Love My Shepherd Is, voor harmonieorkest
- 2008 Through the Looking Glass, voor harmonieorkest
- 2008 Like a River Glorious, voor hoorn solo en harmonieorkest
- 2009 Rumpelstilzchen, muzikaal sprookje voor harmonieorkest
  1. Spinning Straw into Gold[1]
  2. Night (The Maiden's Lament)[2]
  3. Rumpelstilzchen's Furiant (Moto Perpetuo)[3]
- 2010 Agua Nocturna, voor blazers en slagwerkkwartet
- 2010 He Who Would Valiant Be, voor harmonieorkest
- 2010 Lullaby "All Through the Night." uit "Memorial to Silent Voices", voor alt solo en harmonieorkest

### Vocale muziek

#### Werken voor koor
- 2007 All This Night
- 2010 Three Spirituals

#### Liederen
- 2006 Thirteen Ways of Looking at a Blackbird, voor alt en piano
- 2008 i carry your heart, voor sopraan, flügelhorn en piano

### Kamermuziek
- 2004-2005 Sonata, voor trompet en piano
- 2009 And Can it Be, voor kopersextet
- 2009 Lacrimosa, voor vijf bayans (accordeons)
- 2009 Last Dance of Prospero, voor hoornkwartet 
  1. Introduction and Dance of the Guests
  2. The Terror of the Guests
  3. Dance of the Red Death I
  4. Fughetta
  5. Dance of the Red Death II
  6. Tarantella
  7. Prospero's Last Mambo
  8. The Death of Prospero
- 2009 Paeans, voor koperkwintet
  1. Requiem
  2. Litany
  3. Lux Aeterna
- 2009 Urban Etudes, voor dubbelstrijkkwartet en koperkwintet
- 2011 Burning Music[4]

## Media
1. ↑  Rumpelstilzchen - (1/3) "Spinning Straw into Gold" door Hartt Wind Ensemble o.l.v. Glen Adsit. Gearchiveerd op 9 april 2022.
2. ↑  Rumpelstilzchen - (2/3) "Night (The Maiden's Lament)" door Hartt Wind Ensemble o.l.v. Glen Adsit. Gearchiveerd op 12 oktober 2016.
3. ↑  Rumpelstilzchen - (3/3) "Rumpelstilzchen's Furiant (Moto Perpetuo)" door Hartt Wind Ensemble o.l.v. Glen Adsit. Gearchiveerd op 17 augustus 2023.
4. ↑  Burning Music door The Hartt School Foot in the Door Ensemble o.l.v. Glen Adsit. Gearchiveerd op 9 oktober 2016.

- International Standard Name Identifier: 0000 0000 7461 5244
- Library of Congress Control Number: no2013085914
- Virtual International Authority File: 106450513
- WorldCat: E39PBJtCyyQHv8VCtTwyGGdJDq